# Kisvárosi gyilkosság
A Kisvárosi gyilkosság (eredeti cím: Affliction) 1997-ben bemutatott amerikai filmdráma, melyet Paul Schrader írt és rendezett. A film alapjául Russell Banks 1989-ben kiadott Affliction című regénye szolgált.
A főbb szerepekben Nick Nolte, Sissy Spacek, James Coburn és Willem Dafoe látható. A történet középpontjában Wade Whitehouse kisvárosi rendőr áll, aki megszállottan kezd nyomozni egy titokzatos vadászbaleset ügyében.
A film 1997. augusztus 28-án debütált a Velencei Nemzetközi Filmfesztiválon, az amerikai mozikban 1998. december 30-án mutatták be. Kritikai fogadtatása pozitív volt, Coburn alakításával Oscar-díjat nyert legjobb férfi mellékszereplő kategóriában.

## Szereplők
| Szerep           | Színész        | Magyar hang        |
| ---------------- | -------------- | ------------------ |
| Wade Whitehouse  | Nick Nolte     | Vass Gábor         |
| Glen Whitehouse  | James Coburn   | Kristóf Tibor      |
| Margie Fogg      | Sissy Spacek   | Antal Olga         |
| Rolfe Whitehouse | Willem Dafoe   | Csernák János      |
| Lillian          | Mary Beth Hurt | Zsurzs Kati        |
| Jill             | Brigid Tierney | Bogdányi Titanilla |
| Gordon Lariviere | Holmes Osborne | Perlaki István     |
| Jack Hewitt      | Jim True-Frost | Csőre Gábor        |
| Alma Pittman     | Marian Seldes  | Tóth Judit         |
| Nick Wickham     | Wayne Robson   | Halmágyi Sándor    |
| Evan Twombley    | Sean McCann    | Kardos Gábor       |

## Fontosabb díjak és jelölések
| Díj                     | Kategória                            | Jelölt       | Eredmény |
| ----------------------- | ------------------------------------ | ------------ | -------- |
| Oscar-díj               | Legjobb férfi főszereplő             | Nick Nolte   | Jelölve  |
| Oscar-díj               | Legjobb férfi mellékszereplő         | James Coburn | Elnyerte |
| Golden Globe-díj        | Legjobb férfi főszereplő – filmdráma | Nick Nolte   | Jelölve  |
| Screen Actors Guild-díj | Legjobb férfi főszereplő             | Nick Nolte   | Jelölve  |
| Screen Actors Guild-díj | Legjobb férfi mellékszereplő         | James Coburn | Jelölve  |

## Fordítás
- Ez a szócikk részben vagy egészben  az   Affliction (1997 film) című angol Wikipédia-szócikk fordításán alapul.  Az eredeti cikk szerkesztőit annak laptörténete sorolja fel. Ez a jelzés csupán a megfogalmazás eredetét és a szerzői jogokat jelzi, nem szolgál a cikkben szereplő információk forrásmegjelöléseként.